# Ercole Pignatelli
Ercole Pignatelli (Lecce, 28 aprile 1935) è un pittore e scultore italiano.

## Biografia
Ercole Pignatelli  nasce a Lecce nel 1935. Comincia a dipingere giovanissimo.
Iscritto all'Istituto d'Arte G. Pellegrini, è allievo dello scultore Aldo Calò e del pittore Luigi Gabrieli; con il compagno Bruno Orlandi frequenta lo studio del pittore Lino Suppressa.
Dal 1953 è a Milano e partecipa attivamente al movimento culturale e artistico che si sviluppa intorno a Brera, stringendo rapporti con Salvatore Quasimodo, Giorgio Kaisserlian, Lucio Fontana, Ugo Mulas, Piero Manzoni, Milena Milani.
In quegli anni avviene l’incontro con il gallerista Carlo Cardazzo, proprietario della Galleria del Naviglio a Milano e del Cavallino a Venezia, città in cui si tengono le sue prime mostre personali.
Nel 1954 vince il Premio San Fedele, presentato da Carlo Carrà, segnando il primo riconoscimento ufficiale al suo talento. Fin dai suoi esordi milanesi, Pignatelli afferma una visione pittorica personale, nutrita di una sensibilità mediterranea che fonde mito e natura, eros e spiritualità. Il colore diventa materia pulsante, corpo simbolico di una memoria interiore che attraversa decenni di ricerca.
Negli anni, il suo linguaggio si apre a sperimentazioni che comprendono installazioni, interventi ambientali, performance, mantenendo sempre un nucleo espressivo coerente e in evoluzione.
Nel 1997 in Giappone viene inaugurata una mostra che vede in dialogo Picasso e Pignatelli. 
Partecipa alla Biennale di Venezia nel 1978 e, nuovamente, nel 2011, su invito del Padiglione Italia. Nel 2011 a Milano su invito del Presidente della Regione crea due grandi murales nel Palazzo Lombardia.
Nel 2015 realizza alla Triennale di Milano la performance Le fatiche di Ercole, dipingendo in 24 giorni una tela di 120 metri quadrati, che ripercorre in chiave personale il proprio mito e la propria visione dell’arte come fatica originaria, tensione tra corpo e spirito.
Nel 2020 è stata pubblicata la sua autobiografia Ercole Pignatelli. Metamorphosis, a cura di Fortunato D'Amico. 
Nel 2024, presso la Sala delle Cariatidi di Palazzo Reale, omaggia Picasso con la performance Memento Amare Semper,  reinterpretando la Guernica attraverso un ciclo pittorico di 12 giorni, in cui luce, segno e memoria si fondono in un rito pittorico contemporaneo.
Nel 2025, ritorna a Brera con la mostra Da Achromes a Zenith nello storico studio di Piero Manzoni, oggi Studio Zecchillo, dove espone insieme ad artisti della nuova generazione in un dialogo fertile tra passato e presente.
Padre di tre figli – Luca Pignatelli, artista, Francesco Pignatelli, fotografo, e Daniele Pignatelli, regista e filmmaker – Ercole Pignatelli vive e lavora a Milano, circondato da tele, oggetti e sogni che continuano a vibrare di una pittura inquieta, intensa, visionaria, sempre fedele alla sua origine: l’emozione come gesto sacro, l’arte come testimonianza vivente del tempo.
Ha esposto in spazi emblematici come il Castello Sforzesco di Milano, il Castello di Carlo V a Lecce, la Galleria del Naviglio, il Cavallino di Venezia, lo Studio Marconi, lo Studio Tega, la Galerie Koller di Zurigo, la Cosmopolitan Art Gallery di Veglie, la Galleria Il Mappamondo, la Galleria L'Osanna, Nardò, la Galleria Blu e in numerose altre sedi in Italia e all’estero. Ha tenuto mostre a New York, San Francisco, Saint-Paul de Vence, Manneheim, Otaru, Parlamento europeo di Bruxelles, Palm Beach, Lisbona, Washington, Toledo, Madrid, Mougins, Zurigo, Nizza, Philadelphia. Le sue opere sono presenti in importanti collezioni, private e pubbliche, di tutto il mondo.

## Opere scelte
- Vita (1959) [5]
- Segno e immagine (1962)[5]
- Nudo con vaso (1981)[6]
- Masseria d'inverno (1992)[5]
- Musa dormiente (1996)[6]
- Rabdomante (2001)[6]
- Acrobata (2004)[6]
- Siccità (2004)[5]